# Tipula spathifera
Tipula spathifera är en tvåvingeart som beskrevs av Mannheims 1953. Tipula spathifera ingår i släktet Tipula och familjen storharkrankar. Inga underarter finns listade i Catalogue of Life.